# Мухамаду Бухари
Мухамаду Бухари (енгл. Muhammadu Buhari; Даура, 17. децембар 1942 — Лондон, 13. јул 2025) био је генерал-мајор, војни вођа Нигерије и њен седми председник. На председничким изборима 2015. године освојио је 25% гласова, победивши Гудлака Џонатана, и поново је постао нови председник Нигерије.

## Биографија
Рођен је у муслиманској породици, која је пореклом из народа Фулани, у држави Кацина.
На власт је дошао пучем извршеним на Стару годину 1983. године. Наиме, Друга Нигеријска Република коју је водио цивилни председник Шеху Шагари била је корумпирана и неефикасна. Ову је чињеницу генерал Бухари навео као разлог зашто је војска дошла на власт. Његова управа првобитно је била врло популарна код већине Нигеријаца. Касније се показало да и он има ауторитарне тенденције. Управљајући земљом транспарентно и ефикасно, придобио је симпатије народа. Оно што се показало као лоше били су Декрет број 2 и Декрет број 4, којима је контролисан народ и његово мишљење о власти.
С власти га је срушио генерал Ибрахим Бабангида 1985. године. Бухари је касније био делом администрације током владавине покојног председника-диктатора Санија Абаче (1993–1998).
На изборима 2003. године, кандидовала га је Свенигеријска народна странка, али га је победио Олусегун Обасанџо за више од 11 милиона гласова.
Кад су се 2007. године одржавали избори, поновно се кандидовао, али је освојио само 18% гласова, а Умару Јар'Адуа освојио је 70% гласова. Мухамаду није признао ове резултате, јер је било неправилности, али не довољно да се избори понове. Морао је да посуди новац из банке да купи формулар којим се пријављује за председничког кандидата.
Марта 2010, напустио је Свенигеријску народну странку, и прикључио се Конгресу напредних промена, чији је био саоснивач.
Био је председнички кандидат нове странке на изборима 16. априла 2011. године, али је завршио на другом месту по борју гласова. Победио га је Гудлак Џонатан.
Он и покојни председник Џонсон Агији-Иронси су једини уз чија имена није везивана корупција. Данас му је једини извор прихода војна пензија.
Бухари је мирно предао власт свом наследнику Болу Тинубуу 29. маја 2023.на церемонији инаугурације на Тргу Игл, на територији савезне престонице. Он је напустио седиште власти у Абуџи одмах након церемоније примопредаје и у складу са традицијом бивших шефова држава и председника вратио се у своју матичну државу Кацину где су га примили државни и традиционални достојанственици пре него што се повукао на своју фарму и посветио породици.